# Austrian Open 1976
L'Austrian Open 1976 è stato un torneo di tennis giocato sulla terra rossa. È stata la 31ª edizione del torneo, che fa parte del Commercial Union Assurance Grand Prix 1976. Si è giocato a Kitzbühel in Austria dal 18 al 24 luglio 1976.

## Campioni

### Singolare maschile
Manuel Orantes ha battuto in finale  Jan Kodeš con il punteggio di 7–6, 6–2, 7–6

### Doppio maschile
Jiří Hřebec /  Jan Kodeš hanno battuto in finale  Jürgen Fassbender /  Hans-Jürgen Pohmann con il punteggio di 6–7, 6–2, 6–4